# Mateo Túnez
Mateo Túnez Grau, né le 21 novembre 1989 dans la canal de Navarrés, en Espagne, est un pilote moto. Il a concouru aux Championnats du monde de vitesse moto 125 chevaux en 2005 et 2006,,.

## Carrière
| Saison | Classe  | Moto    | Courses | Victoires | Podiums | Pole | Pts | Position |
| ------ | ------- | ------- | ------- | --------- | ------- | ---- | --- | -------- |
| 2005   | 125 cm3 | Aprilia | 11      | 0         | 0       | 0    | -   | -        |
| 2006   | 125 cm3 | Aprilia | 12      | 0         | 0       | 0    | -   | -        |
| Total  |         |         | 21      | 0         | 0       | 0    | 0   |          |